# Rodica Draghincescu
 (mars 2016).
Si vous disposez d'ouvrages ou d'articles de référence ou si vous connaissez des sites web de qualité traitant du thème abordé ici, merci de compléter l'article en donnant les références utiles à sa vérifiabilité et en les liant à la section « Notes et références ».
Rodica Draghincescu est universitaire, chercheur en linguistique, écrivaine (poète, romancière, essayiste et traductrice,  fondatrice de la revue internationale  Levure littéraire, née à Buziaș, dans le Banat roumain, le 29 novembre 1962.

## Biographie
Auteure bilingue roumain-français, critique littéraire, elle est un porte-drapeau de la nouvelle génération d’écrivains roumains, « la '90 »[réf. souhaitée], une génération d’auteurs non-conformistes, provocateurs et subversifs, issus de la chute du régime politique de Nicolae Ceaușescu.
Entre 1995 et 2000, Rodica Draghincescu exerce les métiers d’universitaire et de chercheur à l'Académie roumaine, sections linguistique romane, littérature roumaine et littérature française. Elle est membre de l’Union des écrivains de Roumanie, de l’Association des écrivains de Bucarest, de la Société des écrivains allemands Die Kogge, de la Maison des écrivains de Paris, de la SGDL Paris, de l'Accademia Mondiale della poesia, Vérone (Italie), de l’Académie Internationale de Poésie d'Istanbul (Turquie).
Elle est également rédactrice pour la France de la revue allemande Matrix et directrice de collection de poésie chez Klak Verlag, Berlin.

## Distinctions
- Prix spécial poésie francophone attribué par l’Académie de Lettres et des Beaux-Arts Le Périgord, pour le recueil Poèmes de Timisoara, Bordeaux 1992
- Prix de l'Union des écrivains de Roumanie et de l'Association des écrivains de Dobroudja pour le début en prose avec le roman Distance entre un homme habillé et une femme telle qu’elle est, 1996
- Prix spécial étranger au Festival international de poésie Goccia di Luna, Pomezia (Rome), Italie 1995
- Grand Prix de la poésie d'avant-garde "Géo Bogza" attribué par l'Union des écrivains de Roumanie et la maison d'édition Vinéa, Bucarest 1999
- Prix spécial du Festival de poésie de la ville d'Oradea et de l'Académie de sciences et de lettres d'Oradea, pour l'anthologie Ah !, Roumanie 1998
- Prix de poésie de l’Union des écrivains de Roumanie et de l'Association des écrivains de Bucarest pour le recueil Eu-genià, éditions Vinéa, Bucarest 2000
- Prix européen Le Lien du Festival international de poésie itinérante Terra nova pour l'ensemble de ses œuvres poétiques en langue française, Metz-Nancy 2006.
- Prix européen de littérature et poésie "Virgile", Société des Poètes Français, Paris 2013

## Publications récentes
- Rienne, coll. Accents graves/Accents aigüe, Paris, éditions de l’Amandier, octobre 2021, Hors série, non paginé
- L’adversaire de soie et de cendres, Paris, Caractères, octobre 2019[2]
- Ra(ts), eaux-fortes & aquatintes de Marc Granier, Les éditions du Petit Pois, juin 2012
- Schreiben Leben (entretiens et essais littéraires), Pop Verlag, Leonberg, 2005
- À vau-l’eau (roman traduit du roumain), arHsens édiTions, Paris, 2006
- Blé blanc (poésie), éditions TranSignum, Paris, 2007
- Seulement (interviews avec 7 débutants en littérature française contemporaine), éditions Le chasseur abstrait, Toulouse, 2008
- "Sag nie wieder!", poésie traduite du français en allemand par Rüdiger Fischer, H. Schiler Verlag, Berlin 2011
- "RA(ts)" (poésie), avec des gravures de Marc Granier, éditions Le Petit Pois, Béziers 2012
- "Words, Under My Skin",Poetry, Translation: Howard Scott, Finishing Line Press, Georgetown, Kentucky, USA, 2014,
- A Sharp Double Edged Luxury Object, Cervena Barva Press, Boston, USA, 2014
- "Rienne", poésies-aphorismes, éditions de l'Amandier, Paris, 2015
- "Du bist ich. Töte mich!", Gedichte, Klak Verlag, Berlin, 2018. Übersetzung: Christina Gumz.
- "Die Fee der Teufel", Roman, Klak Verlag, Berlin, 2018, Übersetzung: Eva-Ruth Wemme.